# Johnny Klimek
Johnny Klimek (* 18. srpna 1962 Melbourne) je australský skladatel filmové hudby a hudební producent.

## Životopis
Jeho matka Luisa Cester se narodila 29. ledna 1919 v provincii Pordenone. V létě 1940 roku emigrovala z Itálie lodí do Austrálie. Po válce se provdala za Alfonse Klimka a porodila osm dětí: Eugenia, Lydia, Naomi, Greta, Alfons junior, Robert a v roce 1962 dvojčata Jayney a Johnny.
Johnny Klimek hrál v Melbourne jako kytarista garage rockové kapely. V roce 1983 odešel do západního Berlína, kde působil jako basista s dvojčetem, sestrou Jayney, a starším bratrem Alfem v pop rockové kapele The Other One. Od začátku devadesátých let působil v oblastech hudebních žánrů trance, ambient a techno. V roce 1996 se zúčastnil jako basista koncertního turné Niny Hagen.
Poté často spolupracoval se skladatelem a zvukařem Reinholdem Heilem. Jejich spolupráce začala v roce 1997 filmem Zimní spáči (Winterschläfer). Společné složili filmovou hudbu téměř všech filmů Toma Tykwera. Johnny Klimek natočil soundtrack Matrix Revolutions společně s Tomen Tykwerem, Reinholdem Heilem a Bethem Hirschem skladbu In My Head. Tykwer, Klimek a Heil tvoří pod uměleckým jménem "Pale 3". Klimek a Heil již s Tykwerem spolupracovali mimo jiné i na hudbě k filmům Zimní spáči, Lola běží o život a Princezna a bojovník.

## Ocenění
Filmy a seriály s jeho hudebním doprovodem získaly pětinásobné ocenění Americké asociace skladatelů, autorů a vydavatelů ASCAP a byly nominovány na filmové ocenění Saturn a jednou na cenu Emmy. V roce 2006 byl nominován na cenu Saturn v kategorii „nejlepší hudba“ pro film Parfém: Příběh vraha. Za hudbu k filmu Atlas mraků byl nominován v roce 2013 za nejlepší hudební film na cenu Zlatý glóbus. Německou televizní cenu 2018 (Deutscher Fernsehpreis) v kategorii „nejlepší hudba“ získal spolu s Tomem Tykwerem za seriál Babylon Berlin.

## Filmografie
výběr
- 1997: Zimní spáči
- 1998: Lola běží o život
- 2000: Princezna a bojovník
- 2002: Expres foto
- 2005: Sophie Scholl - Poslední dny
- 2005: Sk8aři
- 2006: Parfém: Příběh vraha
- 2007: Krev jako čokoláda
- 2010: Tři
- 2011: Elitní zabijáci
- 2012: Atlas mraků
- 2015: Sense8
- 2016: Hologram pro krále